# Cantón Sucre
Cantón Sucre är en kanton i Ecuador.   Den ligger i provinsen Manabí, i den västra delen av landet, 240 km sydväst om huvudstaden Quito.